# Fingersmith
Fingersmith és una novel·la del 2002 de gènere policíac i inspiració victoriana de Sarah Waters.

## Adaptacions al cinema, la televisió i el teatre
- Fingersmith, protagonitzada per Sally Hawkins com a Susan Trinder, Elaine Cassidy fent de Maud Lilly, Imelda Staunton com Mrs Sucksby, i Rupert Evans en el paper de Gentleman. En aquest drama de la BBC, l'edat de les noies es fixa en els vint anys, encara que en el llibre original en tenien disset, divuit anys al final de la novel·la.